# 圖爾庫猶太會堂

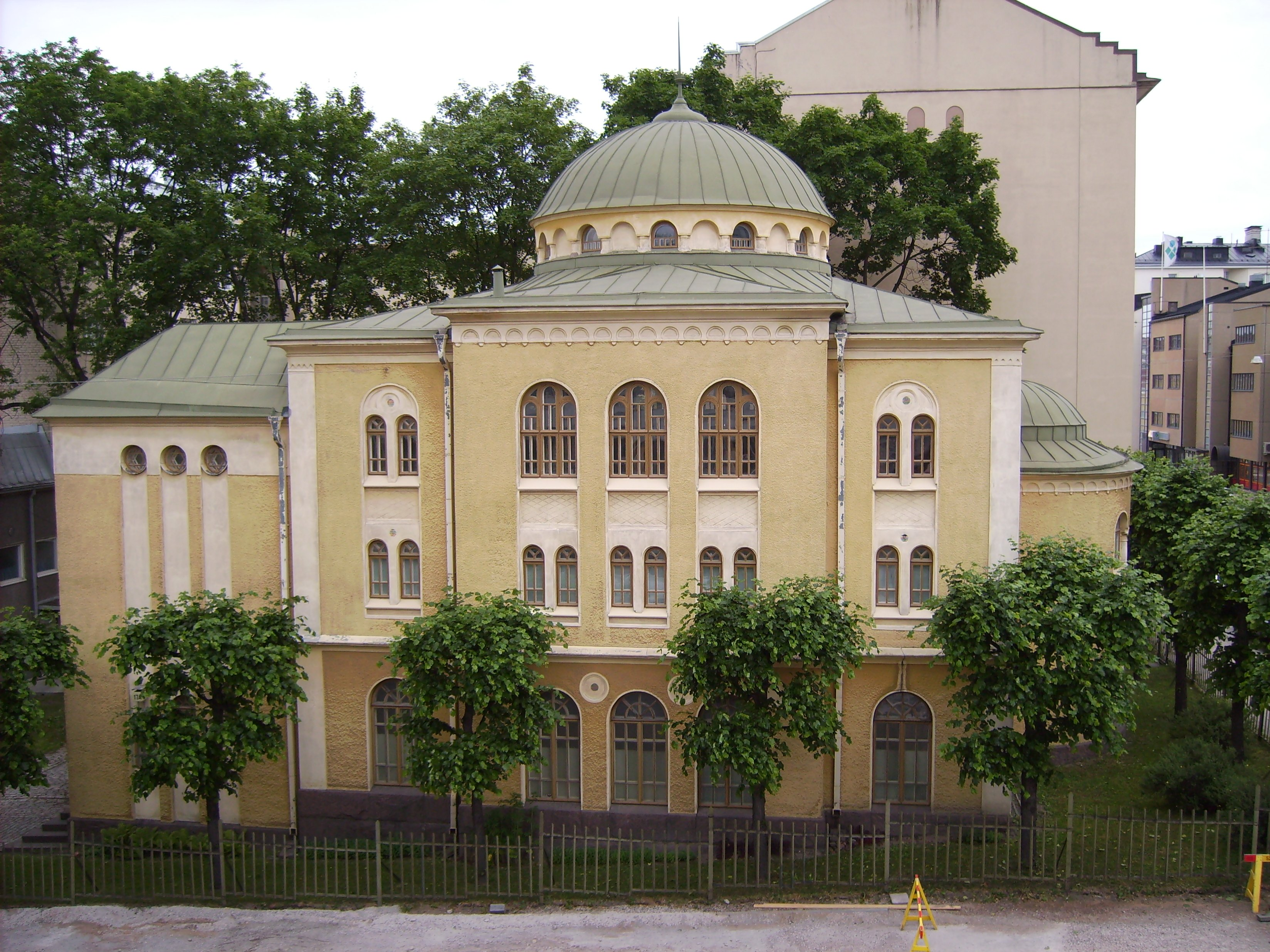

圖爾庫猶太會堂（芬蘭語：Turun synagoga）是芬蘭城市圖爾庫的一座猶太會堂，也是芬蘭的兩座猶太會堂之一。這座猶太會堂竣工於1912年，設計者是August Krook和J.E. Hindersson。
60°27′20.5″N 022°16′00.0″E / 60.455694°N 22.266667°E